# BE Junior Circuit 2016
Der BE Junior Circuit 2016 (Abkürzung für Badminton Europe Junior Circuit 2016) war die 16. Auflage des BE Junior Circuits im Badminton.

## Turniere
| Turnier             | Datum .                 |
| ------------------- | ----------------------- |
| Polish Juniors      | 20.–23. Januar 2016     |
| Hungarian Juniors   | 11.–14. Februar 2016    |
| Spanish Juniors     | 19.–21. Februar 2016    |
| Dutch Juniors       | 2.–6. März 2016         |
| German Juniors      | 10.–13. März 2016       |
| Italian Juniors     | 1.–3. April 2016        |
| Israel Juniors      | 7.–9. April 2016        |
| Hellas Juniors      | 22.–24. April 2016      |
| Junior White Nights | 30. Juni – 3. Juli 2016 |
| Bulgarian Juniors   | 12.–14. August 2016     |
| Romanian Juniors    | 26.–28. August 2016     |
| Irish Juniors       | 2.–4. September 2016    |
| Lithuanian Juniors  | 9.–11. September 2016   |
| Ukraine Juniors     | 14.–17. September 2016  |
| Belgian Juniors     | 23.–25. September 2016  |
| Valamar Juniors     | 7.–9. Oktober 2016      |
| Danish Junior Cup   | 13.–16. Oktober 2016    |
| Slovenian Juniors   | 21.–23. Oktober 2016    |
| Finnish Juniors     | 28.–30. Oktober 2016    |
| Czech Juniors       | 18.–20. November 2016   |
| Slovak Juniors      | 25.–27. November 2016   |
| Portuguese Juniors  | 2.–4. Dezember 2016     |
| Estonian Juniors    | 9.–11. Dezember 2016    |
| Turkey Juniors      | 14.–17. Dezember 2016   |